# ネックカラー

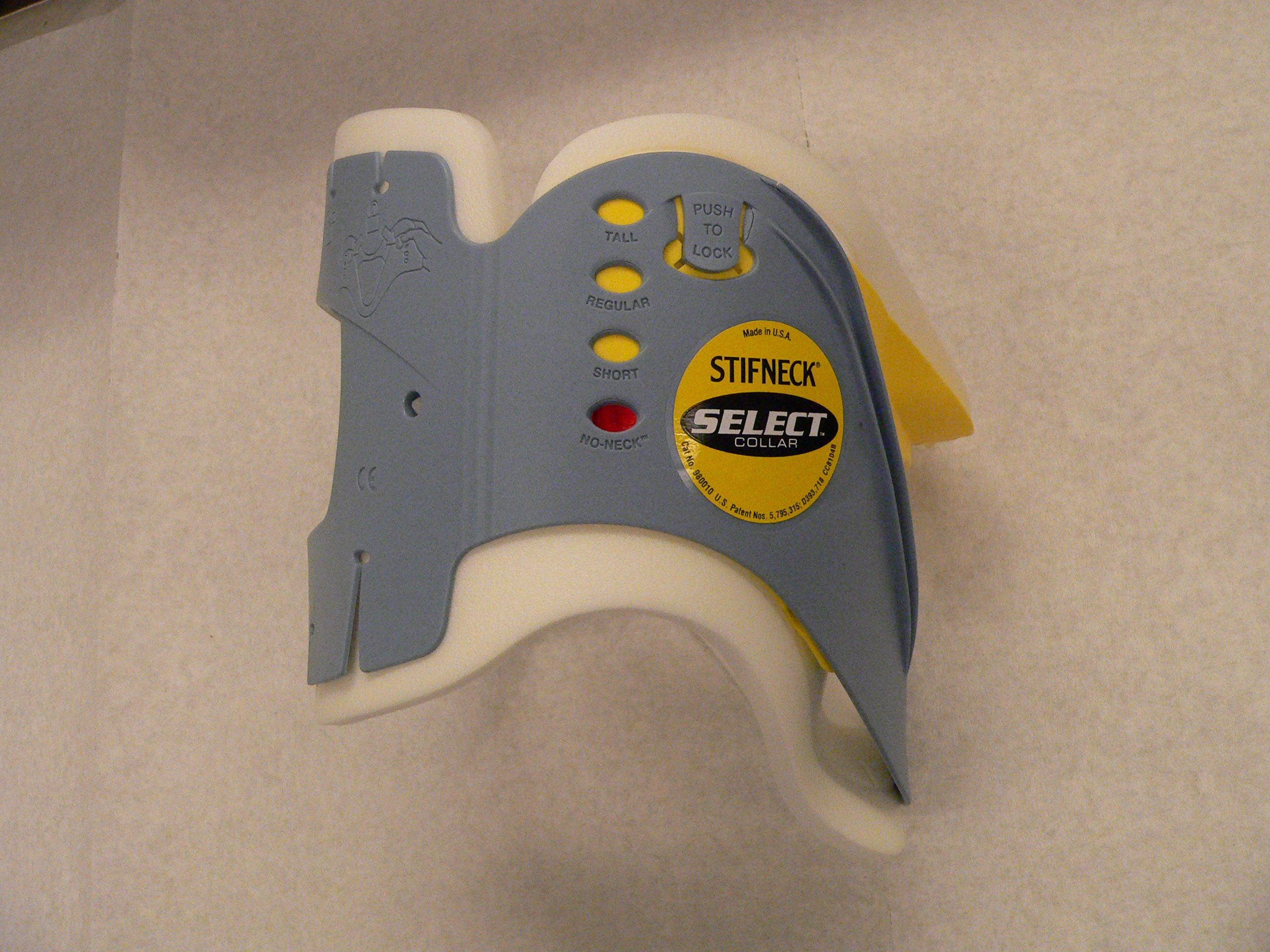
頸椎カラー

ネックカラー(neck collar、頸椎カラー(けいつい－))は、一般的に外傷のあるあるいは外傷の疑われる者に対して、頸椎を固定するために首まわりに装着する装具である。

## 概要
人体において頸部は頭部を支える役割を持つ。しかし、交通事故や転落事故などの外力により頭部あるいは頸部の外傷を受けた場合、普段以上の力が頸部にかかることになり、何らかの損傷が発生したおそれがある。その場合、外力が取り除かれたとしても頭部の重量を支えるだけでも損傷を悪化させることが起こりうる。そこでネックカラーを頸部の周囲に巻くことにより、頭部の重量を分散させることができ、頸部の損傷の悪化を防ぐ効果がある。外傷患者の応急処置において、頭部外傷のエピソードがあるときや後頸部痛を訴える場合はネックカラーを装着することとなっている。

## 構造
ネックカラーはしっかりと首にフィットさせなければならない。そのため、首の長さによって数段階に長さが調節ができる構造になっている。